# Trencsén (comitat)
Le comitat de Trencsén (en latin comitatus Trentsiniensis, en slovaque Trenčianska župa, en allemand Trentschin) était un comitat du royaume de Hongrie. Son territoire était situé dans le cercle en deçà du Danube, au nord du royaume. Son chef-lieu était Trencsén dont il tire son nom.
Le traité de Trianon donna en 1920 ce comitat à la Tchécoslovaquie. Il est maintenant en Slovaquie où il fait partie de la région de Trenčín.
Il avait pour bornes la Moravie et la Galicie, ainsi que les comitats d'Árva, de Turóc et de Nyitra. Arrosé par le Váh, il formait un territoire de 4,456 km2 en 1910.

## Galerie

Armoiries
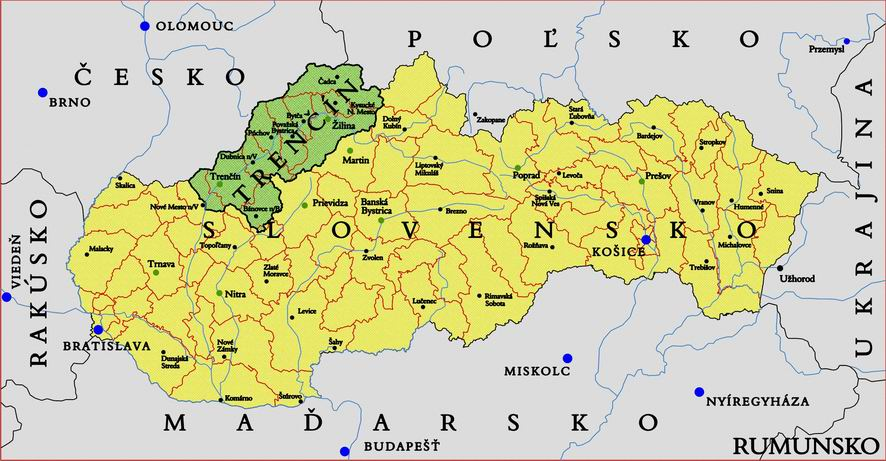
Localisation en Slovaquie